# Socijalistička Republika Slovenija
SR Slovenija bila je jedna od šest republika Socijalističke Federativne Republike Jugoslavije. Preimenovana je u "Socijalističku Republiku" kad i ostale jugoslavenske republike, Ustavom iz 1963., a neovisnost je proglasila 1991., skupa s Hrvatskom. Naziv joj je promijenjen u "Republika Slovenija". Bila je gospodarski najrazvijenija jugoslavenska republika, a po veličini bila ja predzadnja (veća samo od SR Crne Gore).

## Poznati slovenski komunisti
- Edvard Kardelj
- Boris Kidrič